# Сайзмор, Том
То́мас Э́двард Са́йзмор-младший (англ. Thomas Edward Sizemore Jr.; 29 ноября 1961, Детройт — 3 марта 2023, Бербанк (Калифорния), США) — американский актёр, известный благодаря фильмам «Схватка», «Уайетт Эрп», «Спасти рядового Райана» и «Реликт».

## Биография
Сайзмор родился в Детройте, штат Мичиган, в семье Джудит (урождённая Шенно), которая была детройтским омбудсменом, и Томаса Эдварда Сайзмора, профессора юридических и философских наук.
Сайзмор заявлял, что его дедушка по материнской линии был коренным американцем, родом из Франции.
Образование получал в Университете штата Мичиган, где учился в течение года, а затем в Университете Уэйна. Вскоре переехал в Нью-Йорк, чтобы продолжить актёрскую карьеру.
Исполнил роли второго плана во многих известных фильмах, среди которых «Прирождённые убийцы» Оливера Стоуна, где Сайзмор сыграл детектива Джека Скагнетти, боевик «Схватка», а также военные драмы «Спасти рядового Райана» и «Чёрный ястреб».
В 1996 году он женился на актрисе Мэйв Квинлен, однако из-за проблем с наркотиками они развелись в 1999 году. В 2005 году он стал отцом близнецов, которых родила Джанэль Макинтир.
В феврале 2017 года был обвинён в домашнем насилии за нападение на свою подругу, за что ему были назначены 36 месяцев испытательного срока и 30 часов общественных работ. Он также должен был пройти годичную программу по борьбе с насилием в семье и выплатить различные штрафы.
В ноябре 2017 года Сайзмор был обвинён в домогательстве 11-летней девочки, которое произошло в 2003 году.
18 февраля 2023 года Сайзмор перенёс разрыв аневризмы головного мозга и был госпитализирован в критическом состоянии. Умер 3 марта 2023 года.

## Избранная фильмография
| Год       |    | Русское название                             | Оригинальное название                               | Роль                            |
| --------- | -- | -------------------------------------------- | --------------------------------------------------- | ------------------------------- |
| 1989      | ф  | «Взаперти»                                   | Lock Up                                             | Даллас                          |
| 1989      | ф  | «Внезапное пробуждение»                      | Rude Awakening                                      | Иан                             |
| 1989      | ф  | «Пенн и Теллер: Сделай так, чтоб тебя убили» | Penn & Teller Get Killed                            | грабитель                       |
| 1989      | ф  | «Рождённый четвёртого июля»                  | Born on the Fourth of July                          | Vet - Villa Dulce               |
| 1989—1990 | с  | «Чайна-бич»                                  | China Beach (TV series)                             | Dog Man / Sgt. Vinnie Ventresca |
| 1990      | ф  | «Голубая сталь»                              | Blue Steel                                          | Wool Cap                        |
| 1991      | ф  | «Полёт Интрудера»                            | Flight of the Intruder                              | боксмен                         |
| 1991      | ф  | «Виновен по подозрению»                      | Guilty by Suspicion                                 | Рэй Керлин                      |
| 1991      | ф  | «На гребне волны»                            | Point Break                                         | агент DEA                       |
| 1991      | ф  | «Харли Дэвидсон и Ковбой Мальборо»           | Harley Davidson and the Marlboro Man                | Ченс Уайлдер                    |
| 1992      | ф  | «Пассажир 57»                                | Passenger 57                                        | Слай Дельвеккио                 |
| 1992      | ф  | «Плохая любовь»                              | Love Is Like That                                   | Ленни                           |
| 1993      | ф  | «Сердце и души»                              | Heart and Souls                                     | Мило Пек                        |
| 1993      | ф  | «Настоящая любовь»                           | True Romance                                        | Коди Николсон                   |
| 1993      | ф  | «На расстоянии удара»                        | Striking Distance                                   | детектив Дэнни Детилло          |
| 1994      | ф  | «Уайетт Эрп»                                 | Wyatt Earp                                          | Бэт Мастерсон                   |
| 1994      | ф  | «Прирождённые убийцы»                        | Natural Born Killers                                | детектив Джек Скагнетти         |
| 1995      | ф  | «Странные дни»                               | Strange Days                                        | Макс Пельтье                    |
| 1995      | ф  | «Схватка»                                    | Heat                                                | Майкл Черитто                   |
| 1997      | ф  | «Реликт»                                     | The Relic                                           | лейтенант Винсент Д'Агоста      |
| 1998      | тф | «Свидетель против мафии Джон Готти» (англ.)  | Witness to the Mob                                  | Джон Готти                      |
| 1998      | ф  | «Спасти рядового Райана»                     | Saving Private Ryan                                 | сержант Майкл Хорват            |
| 1998      | ф  | «Враг государства»                           | Enemy of the State                                  | Мафиози Пол Пинтеро             |
| 1999      | ф  | «Бей в кость»                                | Play It to the Bone                                 | Джо Домино                      |
| 1999      | ф  | «Матч»                                       | The Match                                           | Буффало                         |
| 1999      | ф  | «Воскрешая мертвецов»                        | Bringing Out the Dead                               | Том Уоллс                       |
| 2000      | ф  | «Красная планета»                            | Red Planet                                          | доктор Квинн Бёркенал           |
| 2001      | ф  | «Пёрл-Харбор»                                | Pearl Harbor                                        | Эрл Систерн                     |
| 2001      | ф  | «Чёрный ястреб»                              | Black Hawk Down                                     | подполковник Дэнни МакНайт      |
| 2001      | ф  | «Часовой механизм»                           | Ticker                                              | детектив Рэй Неттлз             |
| 2002      | ф  | «Большие неприятности»                       | Big trouble                                         | Снэйк Дюпре                     |
| 2003      | ф  | «Ловец снов»                                 | Dreamcatcher                                        | Оуэн                            |
| 2005—2011 | с  | «В Филадельфии всегда солнечно»              | It's Always Sunny in Philadelphia                   | в эпизоде                       |
| 2008      | ф  | «Путь клинка»                                | Stiletto                                            | «Крупная Купюра»                |
| 2011      | с  | «Гавайи 5-0»                                 | Hawaii Five-0                                       | капитан Винсент Фрайер          |
| 2014      | ф  | «Достань меня, если сможешь»                 | Reach Me                                            | Фрэнк                           |
| 2015      | ф  | «Тёмный трофей»                              | Dark Haul                                           |                                 |
| 2015      | ф  | «Посторонний»                                | The Intruders                                       |                                 |
| 2016      | ф  | «Крейсер»                                    | USS Indianapolis: Men of Courage                    | главный старшина Макуортер      |
| 2016      | с  | «Люцифер»                                    | Lucifer                                             | в эпизоде                       |
| 2017      | с  | «Твин Пикс»                                  | Twin Peaks                                          | Энтони Синклер                  |
| 2017      | ф  | «Уотергейт: Крушение Белого дома»            | Mark Felt: The Man Who Brought Down the White House | Билл Салливан, агент ФБР        |
| 2018      | ф  | «Скорость убивает»                           | Speed Kills                                         |                                 |
| 2019      | ф  | «Девушка из ада»                             | Hell Girl                                           | Джедидия                        |
| 2020      | тф | «Игры судьбы» (англ.)                        | Adam                                                | Lucky                           |
| 2022      | ф  | «Электрик»                                   | The Electric Man                                    | Джейс                           |

### Компьютерные игры
- Grand Theft Auto: Vice City — Сонни Форелли